# Ургаза
Ургаза́ (рос. Ургаза, башк. Урғаҙа) — село (колишнє селище) у складі Баймацького району Башкортостану, Росія. Адміністративний центр Зілаїрського сільської ради.
До 9 лютого 2008 року село називалось — Центральної усадьби Зілаїрського совхоза.
Населення — 2257 осіб (2010; 2902 в 2002).
Національний склад:
- башкири — 69%